# Stütze (Einheit)
Stütze war ein Flüssigkeitsmaß und war regional unterschiedlich groß.

## Großherzogtum Baden
- 1 Stütze = 10 Maß = 100 Gläser = 15 Liter
- 10 Stützen = 1 Ohm

## Kanton Neuchâtel
- 1 Stütze/Brochet =  32 Pots = 768 Pariser Kubikzoll = 15 1/5 Liter
- 2 Brochets = 1 Eimer/Setier[1]
- 24 Brochets = 1 Muid

## Kanton Solothurn
Nach der Verordnung vom 31. Mai 1824 galt
- 1 Stütze = 5 Maß = 8 Liter

Die Maß hatte  80,3664 Pariser Kubikzoll oder 159,418 Zentiliter
- 1 Brente = 5 Stützen
- 1 Saum =  4 Brenten und der Saum hatte daher 8036,64 Pariser Kubikzoll oder 15941,8 Zentiliter.

Da der 1 Sester = 15 Liter als Sackware  und 1 Stütze Flüssigmaß auch mit 15 Liter galt, wurde es auch mit Sesterstütze benannt.  Es gab Doppelsester und Doppelstütze.